# Lischert
Lischert (Leschert en luxembourgeois) est un village de la commune belge d'Attert située en Région wallonne dans la province de Luxembourg.
Il faisait partie de la commune de Thiaumont avant la fusion des communes de 1977.
Sa population est d'environ 200 habitants.
La langue officielle est le français, mais la langue vernaculaire est le luxembourgeois.
Le saint-patron de l'église est saint Servais.

## Histoire
Au cours de la Seconde Guerre mondiale, le 10 mai 1940, jour du déclenchement de la campagne des 18 jours, Lischert est prise par les Allemands du Schützen-Regiment 69 (10e Panzerdivision).